# Збірна Саару з футболу
Збірна Саару з футболу (нім. Saarländische Fußballnationalmannschaft) — національна збірна команда, яка представляла Протекторат Саар в міжнародних матчах у 1950–1956 роках. Перебувала під контролем Саарського футбольного союзу.

## Історія
Після Другої світової війни Саар був відокремлений від німецьких земель. 25 липня 1948 року в Зульцбасі був створений Саарський футбольний союз. 17 липня 1949 року члени СФС відхилили пропозицію подати заявку на членство в Футбольній федерації Франції (голосування — 609 проти 299, 55 утрималися).
12 червня 1950 року СФС стало офіційним членом ФІФА, що було на три місяці раніше за відновлення членства Футбольного союзу Німеччини і за два роки до прийняття Футбольного союзу НДР.
Збірна Саару була, в основному, укомплектована гравцями «Саарбрюкена», підсилена футболістами «Саар-05», «Боруссії» (Нойнкірхен) та іноді представниками «Санкт-Інгберта-1945», «Енсдорфа-1912» та «Дудвайлера».
Команда зіграла 19 ігор, 10 з яких проти других збірних, проте брала участь у кваліфікації чемпіонату світу 1954 року і завершила її вище збірної Норвегії в своїй групі. Саар потрапив у групу 1 разом з Західною Німеччиною та Норвегією. У першому турі влітку 1953 року у виїзному матчі в Осло перемогли Норвегію 3-2, програючи по ходу матчу 0-2, і маючи 10 дієздатних гравців, через травму Теодора Пуффа, що перебував на полі зі зламаною малогомілковою кісткою. Це дозволило Саару очолити групу, так як ФРН свій матч в Осло завершив нічиєю 1-1. Після цього Саар були розгромлений з рахунком 3-0 Німеччиною в Штутгарті і зіграв в «суху» нічию вдома проти Норвегії. Наступна перемога ФРН 5-1 над Норвегією переносила визначення переможця групи і, відповідно, володаря путівки на мундіаль, на останній матч між Сааром та ФРН. Саару, який вже забронював друге місце в групі попереду Норвегії, необхідно було вигравати вдома, щоб фінішувати першим, але вони поступились з рахунком 3-1. ФРН зайняла перше місце в групі і відправилася на чемпіонат світу в Швейцарії, де вперше в своїй історії здобула чемпіонство.
Перед початком чемпіонату світу 1954 року в Швейцарії, 5 червня, збірна Саару програла чемпіону світу — збірній Уругваю, з рахунком 1:7. Інші перші збірні країн, що брали участь в товариських матчах з командою Саару: Югославія (1:5), Нідерланди (1:2, 2:3) і Швейцарія (1:1).
За референдумом 1955 року Саар мав увійти до складу ФРН 1 січня 1957 року. Тоді СФС втратив членство в ФІФА і став частиною футбольного союзу Німеччини як SFV (нім. Saarländischer Fußballverband).
Проте футбольна історія Саару на цьому не завершилась — гравцям збірної Саару було дозволено в майбутньому брати участь у матчах за збірну ФРН. Таких гравців було чотири — Гайнц Фолльмар, Герхард Седль, Франц Імміг та Карл Рінгель. Крім того, тренер Гельмут Шен, який перебував на чолі збірної Саару з 1952 року, став тренером збірної Західної Німеччини в шістдесяті і сімдесяті роки. Герман Нойбергер, уродженець Саару, брав участь у заснуванні Бундесліги в 1962 році, організував ЧС-1974 і залишався президентом Німецького футбольного союзу з 1975 року до смерті у 1992 році.

## Матчі
Всі матчі збірної:
| 22 листопада 1950 | Швейцарія B  | 5:3 | Саарбрюкен | товариський матч |
| 27 травня 1951    | Австрія B    | 3:2 | Саарбрюкен | товариський матч |
| 15 вересня 1951   | Швейцарія B  | 5:2 | Берн       | товариський матч |
| 14 жовтня 1951    | Австрія B    | 1:4 | Відень     | товариський матч |
| 20 квітня 1952    | Франція B    | 0:1 | Саарбрюкен | товариський матч |
| 5 жовтня 1952     | Франція B    | 3:1 | Страсбург  | товариський матч |
| 24 червня 1953    | Норвегія     | 3:2 | Осло       | Кваліфікація ЧС  |
| 11 жовтня 1953    | ФРН          | 0:3 | Штутгарт   | Кваліфікація ЧС  |
| 8 листопада 1953  | Норвегія     | 0:0 | Саарбрюкен | Кваліфікація ЧС  |
| 28 березня 1954   | ФРН          | 1:3 | Саарбрюкен | Кваліфікація ЧС  |
| 5 червня 1954     | Уругвай      | 1:7 | Саарбрюкен | товариський матч |
| 26 вересня 1954   | Югославія    | 1:5 | Саарбрюкен | товариський матч |
| 17 жовтня 1954    | Франція B    | 1:4 | Саарбрюкен | товариський матч |
| 1 травня 1955     | Португалія B | 1:6 | Лісабон    | товариський матч |
| 9 жовтня 1955     | Франція B    | 7:5 | Саарбрюкен | товариський матч |
| 16 листопада 1955 | Нідерланди   | 1:2 | Саарбрюкен | товариський матч |
| 1 травня 1956     | Швейцарія    | 1:1 | Саарбрюкен | товариський матч |
| 3 червня 1956     | Португалія B | 0:0 | Саарбрюкен | товариський матч |
| 6 червня 1956     | Нідерланди   | 2:3 | Амстердам  | товариський матч |

## Гравці
Список футболістів, які виступали за збірну Саару:
| Гравець             | Ігри | Голи | Старт | Фініш |
| ------------------- | ---- | ---- | ----- | ----- |
| Фріц Альтмеєр       | 6    | 3    | 1954  | 1956  |
| Якоб Бальцерт       | 6    | 0    | 1951  | 1953  |
| Карл Берг           | 9    | 1    | 1950  | 1955  |
| Ніколаус Бівер      | 11   | 0    | 1950  | 1954  |
| Ганс Більд          | 2    | 0    | 1950  | 1951  |
| Герберт Бінкерт     | 12   | 6    | 1951  | 1956  |
| Горст Боршердінг    | 3    | 0    | 1954  | 1956  |
| Курт Клеменс        | 10   | 0    | 1950  | 1956  |
| Манфред Еберт       | 2    | 0    | 1956  | 1956  |
| Вернер Емсер        | 3    | 1    | 1954  | 1954  |
| Евальд Фолльманн    | 3    | 1    | 1950  | 1955  |
| Гельмут Фоттнер     | 2    | 0    | 1953  | 1954  |
| Гюнтер Геррманн     | 1    | 0    | 1956  | 1956  |
| Дітер Гоннекер      | 1    | 0    | 1956  | 1956  |
| Франц Імміг         | 3    | 0    | 1951  | 1952  |
| Ладислав Їрасек     | 1    | 0    | 1954  | 1954  |
| Альберт Кек         | 10   | 0    | 1953  | 1956  |
| Горст Клаук         | 1    | 0    | 1954  | 1954  |
| Петер Крігер        | 4    | 1    | 1955  | 1956  |
| Карл-Гайнц Кюнкель  | 1    | 0    | 1956  | 1956  |
| Герд Лаук           | 5    | 0    | 1955  | 1956  |
| Еріх Лайбенгут      | 5    | 5    | 1950  | 1952  |
| Герберт Мартін      | 17   | 6    | 1950  | 1956  |
| Петер Момбер        | 10   | 1    | 1950  | 1956  |
| Герман Монтер       | 2    | 0    | 1954  | 1955  |
| Ганс Нойербург      | 1    | 0    | 1956  | 1956  |
| Роберт Нідеркірхнер | 1    | 1    | 1954  | 1954  |
| Вернер Отто         | 6    | 1    | 1952  | 1954  |
| Вальдемар Філіппі   | 18   | 0    | 1950  | 1956  |
| Варнер Праусс       | 1    | 0    | 1956  | 1956  |
| Теодор Пуфф         | 12   | 0    | 1951  | 1956  |
| Вальтер Рідші       | 1    | 0    | 1955  | 1955  |
| Карл Рінгель        | 2    | 1    | 1956  | 1956  |
| Карл Шірра          | 6    | 0    | 1950  | 1954  |
| Гайнріх Шмідт       | 1    | 0    | 1950  | 1950  |
| Герхард Зідль       | 16   | 4    | 1951  | 1956  |
| Віллі Зіппель       | 4    | 0    | 1954  | 1955  |
| Гайнц Шуссіг        | 3    | 0    | 1952  | 1955  |
| Ервін Штремпель     | 14   | 0    | 1950  | 1956  |
| Гайнц Фолльмар      | 4    | 4    | 1955  | 1956  |
| Ервін Вільгельм     | 1    | 0    | 1951  | 1951  |
| Ернст Цегель        | 1    | 0    | 1956  | 1956  |